# Kanton Combourg
Combourg is een kanton van het Franse departement Ille-et-Vilaine. Het kanton maakt deel uit van het arrondissement Saint-Malo.

## Gemeenten
Het kanton Combourg omvatte tot 2014 de volgende 10 gemeenten:
- Bonnemain
- Combourg (hoofdplaats)
- Cuguen
- Lanhélin
- Lourmais
- Meillac
- Saint-Léger-des-Prés
- Saint-Pierre-de-Plesguen
- Trémeheuc
- Tressé

Bij de herindeling van de kantons door het decreet van 18 februari 2014, met uitwerking op 22 maart 2015 werden daar volgende 16 gemeenten aan toegevoegd:
- La Baussaine
- Cardroc
- La Chapelle-aux-Filtzméens
- Dingé
- Les Iffs
- Lanrigan
- Longaulnay
- Plesder
- Pleugueneuc
- Québriac
- Saint-Brieuc-des-Iffs
- Saint-Domineuc
- Saint-Thual
- Tinténiac
- Trévérien
- Trimer

Op 1 januari 2019 werden de gemeenten Saint-Pierre-de-Plesguen, Lanhélin en Tressé samengevoegd tot de fusiegemeente (commune nouvelle) Mesnil-Roc'h.